# 天主教南克魯塞羅教區
天主教南克魯塞羅教區（拉丁語：Dioecesis Crucis Australis）是巴西一個羅馬天主教教區，屬波多韋柳總教區。
1931年5月22日設茹魯阿自治監督區，1987年6月25日升為教區。教區位於阿克雷州西部、亞馬遜州西南部，2011年有教友201,000人（佔轄區總人口77.0%）、十二個堂區、廿八名司鐸。現任教區主教為摩西·若望·蓬特洛。